# شهرستان اوپوروفسکی
شهرستان اوپوروفسکی (به لاتین: Uporovsky District) یک شهرستان در روسیه است که در استان تیومن واقع شده‌است.